# Cors y Sarnau
Cors y Sarnau és una torbera i Lloc d'Interès Científic Especial a Gal·les (Safle o Ddiddordeb Gwyddonol Arbennig, SoDdGA) prop del poble de Sarnau, Gwynedd, Gal·les. Ha estat designat com a tal des del 10 de gener de 1963 per protegir i preservar el lloc. Té una superfície de 14,68 hectàrees. L'organisme responsable del lloc és Cyfoeth Naturiol Cymru.
El lloc ha estat designat per la gran varietat de fauna silvestre, com ara ocells, papallones, sargantanes i altres rèptils o insectes. El SoDdGA inclou una àmplia varietat d'hàbitats, incloent petits aiguamolls, prats a les ribes dels rius, dunes de sorra, boscos i terres altes. És un terreny protegit sota la Llei de Vida Silvestre i Medi Rural (Ddeddf Bywyd Gwyllt a Chefn Gwlad) de 1981 per conservar vida silvestre o característiques geogràfiques o formes de relleu d'importància especial.